# 薩納欣修道院
薩納欣修道院是亞美尼亞薩納欣的一座修道院，始建於10世紀時期，和哈格帕特修道院幾乎同時修建，並且和哈格帕特修道院都發揮了亞美尼亞教會中心修道院的功能，鼎盛時期曾有500人學僧在這裡就讀。2000年，隨著世界遺產哈格帕特修道院擴張登錄範圍，薩納欣修道院亦被登錄為世界遺產。

## 外部連結
- Sanahin at Armenica.org （页面存档备份，存于）
- Armeniapedia.org article on Sanahin （页面存档备份，存于）
- UNESCO entry on Haghpat and Sanahin （页面存档备份，存于） - See "Advisory Body Evaluation" for detailed history.